# Исраэль, Рубен
Рубен Жорже Исраэль Йелен (исп. Rubén Jorge Israel Yelen; 8 декабря 1955, Монтевидео — 5 июля 2021) — уругвайский футбольный тренер.

## Биография
Начинал свою тренерскую карьеру на родине. Первые серьезные успехи пришли к нему в Парагвае, где Исраэль в 2007 году привел к победе в Клаусуре «Либертад». За короткий турнир команда смогла набрать рекордные 55 очков, однако через год она превзошла это достижение не два очка. Также «Либертад» установил рекорды результативности. За год она пропустила всего 13 мячей. По итогам сезона латиноамериканская телекомпания «Fox Sports» признала Исраэля лучшим тренером года, а «Либертад» — лучшей командой страны. В 2009 году специалист должен был возглавить колумбийский «Атлетико Насьональ», однако после смены руководства клуба, назначение сорвалось. Вместо него уругваец принял «Индепендьенте Санта-Фе», но уже через месяц он был вынужден оставить свой пост из-за угроз от радикальной группировки болельщиков.
После работы с чилийским клубом «Унион Эспаньола», Исраэль принял сборную Сальвадора. Под его руководством она в 2011 году дошла до четвертьфинала Золотого кубка КОНКАКАФ в США.
В 2013-14 гг. тренер являлся наставником мексиканского «Атланте». Последним клубом в карьере специалиста стал коста-риканский «Алахуэленсе». В конце декабря 2017 года стало известно о его приходе в команду.. 30 декабря Исраэль заявил о своих проблемах со здоровьем. 6 января 2018 года, спустя несколько дней после официального назначения на должность главного тренера, уругваец объявил об отставке.

## Смерть
Рубен Исраэль скончался 5 июля 2021 года. Причины его смерти не разглашаются.

## Достижения
- Чемпион Парагвая (3): 2007, Ап. 2008, Кл. 2008